# 게리 카울링
게리 카울링(Gary Cowling, 1961년 11월 4일 ~ 2020년 8월 17일)은 미국의 배우, 연극 배우, 텔레비전 배우, 성우이다.
1961년에 미국 뉴포트뉴스에서 태어났고, 2020년 8월 17일 숙환으로 사망하였다.

## 영화
- 뉴욕은 언제나 사랑 중(2008년)
- Law & Order : 성범죄전담반 1(1999년)
- 법과 질서(1990년)